# Niedersteinbach (Mömbris)
Niedersteinbach ist ein Gemeindeteil des Marktes Mömbris im unterfränkischen Landkreis Aschaffenburg in Bayern.

## Geographie

Gemeindeteil und Gemarkung Niedersteinbach

Das Pfarrdorf Niedersteinbach liegt im Vorspessart an der Kahl, im mittleren Kahlgrund zwischen Mömbris und Michelbach. Auf der gegenüberliegenden Talseite befinden sich Strötzbach und Brücken. Unmittelbar nördlich von Niedersteinbach verläuft die Landesgrenze zu Hessen. Dort liegt am unteren Ende des Teufelsgrundes die zu Freigericht gehörende Siedlung Hüttelngesäß. Nordöstlich von Niedersteinbach befindet sich das Dorf Dörnsteinbach. Durch Niedersteinbach führen die Staatsstraße 2305 und die Kreisstraße AB 18.
Der topographisch höchste Punkt der Dorfgemarkung, die zugleich etwa dem Gebiet der Altgemeinde Niedersteinbach entspricht, befindet sich am Herrenberg, südlich von Dörnsteinbach mit 342 m ü. NHN (Lage), der niedrigste liegt an der Mündung des Geiselbaches in die Kahl auf 150 m ü. NHN (Lage). Der Nördlichste Punkt der Dorfgemarkung befindet sich zwischen dem Hesselborn und dem nicht mehr bestehenden Rothenberger Hof, der südlichste liegt am Kellersberg oberhalb vom Buchborn. Im Osten reicht die Gemarkung bis zum Gipfel des Herrenberges. Der westlichste Punkt befindet sich an der Geiselbachmündung.
Durch den Ort verlaufen die Bahnstrecke der Kahlgrundbahn, der Kahltal-Spessart-Radweg, und der Fränkische Marienweg.

### Nachbargemarkungen
Folgende Gemarkungen grenzen an das Ortsgebiet von Niedersteinbach:
| Michelbach                           | Omersbach und Neuses (mit Hüttelngesäß)     | Dörnsteinbach |
|                                      | Kompassrose, die auf Nachbargemeinden zeigt |               |
| Mömbris (mit Brücken und Strötzbach) |                                             | Mensengesäß   |

## Name
Der zweite Namensteil von Niedersteinbach leitet sich von dem Bach Steinbach ab, der auch durch Dörnsteinbach fließt und beiden Dörfern ihre Namen gab. Er verläuft durch den Alten Grund und mündet in Niedersteinbach in die Kahl. Der Zusatz „Nieder“ entstammt einer Zeit, in der der Ort „Steinbach“ aus den drei einzelnen Dörfern „Obersteinbach“, „Mittelsteinbach“ und „Niedersteinbach“ bestand. Der Name ging von Niedersteinbach auf den gesamten und mittlerweile geschlossenen Ort über.
Im Kahlgründer Dialekt wird der Ort „Stoamich“ ['ʃtɒːmɪç] genannt, was manchmal zu Verwechslungen mit dem naheliegenden Steinbach führt. Deshalb spricht man oft von „Niederstoamich“ (Niedersteinbach) und „Stoamich hinner de Sunn“ (Steinbach hinter der Sonne).

## Geschichte

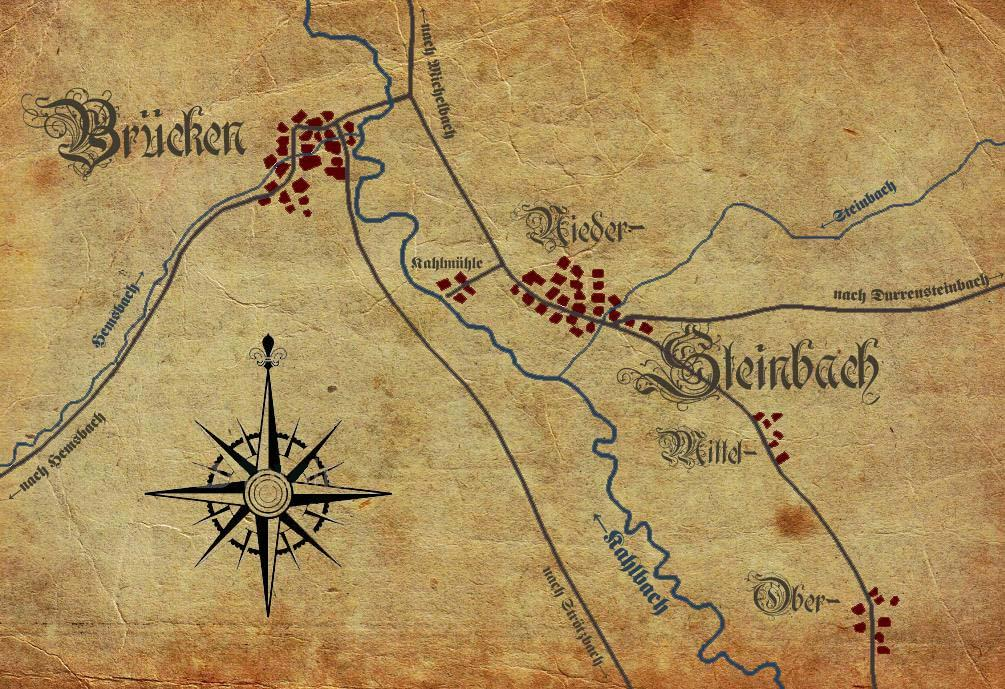
Niedersteinbach um 1850

Wann das Dorf entstanden ist, lässt sich nicht mit Sicherheit feststellen. Nach den vorhandenen Urkunden ist anzunehmen, dass es sich um eine späte Gründung handelt und Ausgang des 13. Jahrhunderts entstanden ist. Vermutlich bestand der Ort aber bereits 1184.
Urkundlich ist Niedersteinbach erstmals 1325 genannt, als es noch zum Landgericht Krombach gehörte und dann mit diesem als Lehen des Erzbistums Mainz an die Grafen von Rieneck kam.
Die Rienecker wiederum gaben es als Unterlehen an die Herren von Büdingen weiter. Nach deren Aussterben fiel Niedersteinbach an die Groschlag von Dieburg.
1666 wurde Niedersteinbach mit den übrigen Orten des Landgerichtes von Philipp Erwein von Schönborn erworben und blieb bis 1803 im Besitz seiner Nachkommen. Durch den österreichischen Staatsvertrag kam der Ort schließlich 1816 zum Königreich Bayern.
Die Gemeinde Niedersteinbach gehörte zum Bezirksamt Alzenau, das am 1. Juli 1862 gebildet wurde. Dieses wurde am 1. Januar 1939 zum Landkreis Alzenau in Unterfranken. Am 1. Juli 1972 wurde Niedersteinbach im Zuge der Gebietsreform in Bayern nach Mömbris eingemeindet.

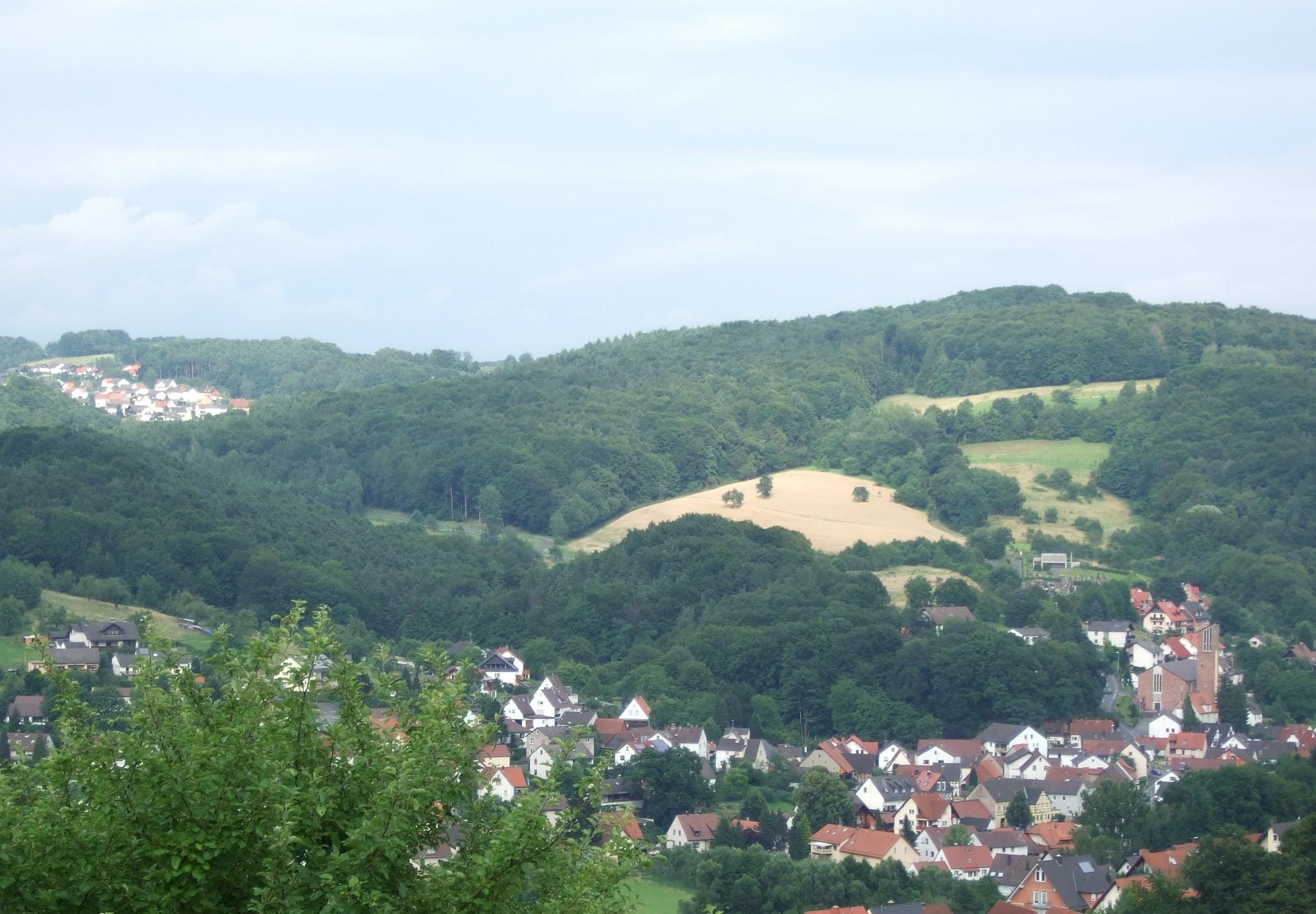
Niedersteinbach unten und Dörnsteinbach links oben

Niedersteinbach, das bis um 1900 aus den drei Dörfern Obersteinbach, Mittelsteinbach und Niedersteinbach bestand, hat durch regen Hausbau die Ortslücken geschlossen und erscheint jetzt als zusammenhängendes Straßendorf. Heute erinnern die Namen Oberdorf, Mitteldorf und Unterdorf an die drei einzelnen Dörfer.

## Baudenkmäler
- Backofen (Niedersteinbach)